# Lobophytum oligoverrucum
Lobophytum oligoverrucum is een zachte koraalsoort uit de familie Alcyoniidae. De koraalsoort komt uit het geslacht Lobophytum. Lobophytum oligoverrucum werd in 1984 voor het eerst wetenschappelijk beschreven door Li. 